# منهج تعليمي صامت

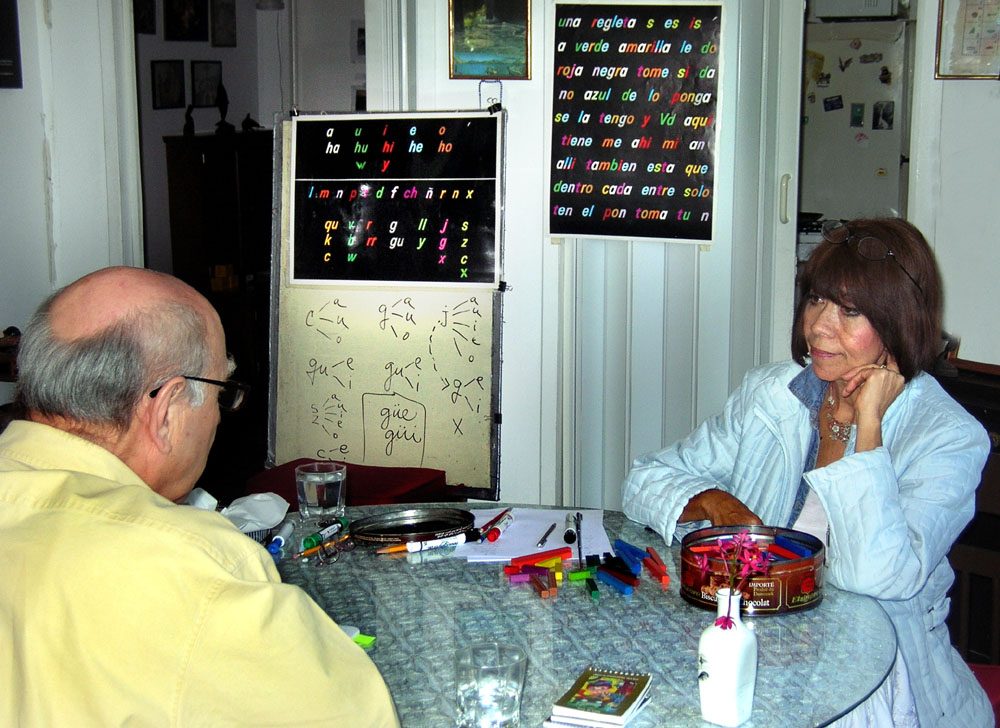
درس تعليم اللغة الإسبانية باستخدام المنهج التعليمي الصامت بغوادلاهارا المكسيك

المنهج التعليمي الصامت (بالإنجليزية:Silent Way)، ابتكر عن طريق كيلب غاتينيو وهو منهج لتعليم اللغات الأجنبية؛ إذ يتخذ المعلم الصمت أساسًا لأسلوب التعليم. ففي عام 1963 م، طرح غاتينيو هذا المنهج في كتابه «تعليم اللغات الأجنبية في المدارس: المنهج الصامت»  تزامنا مع نقده للأساليب السائدة في تدريس اللغات لتلك المدّة. وقد أسس هذا المنهج اعتمادًا على نظريته العامة للتعليم عوضًا عن النظريات التي يتبناها العلماء حاليًا. وعادةً ما يُنظر إلى المنهج على أنه بديلٌ عن أساليب تعليم اللغات؛ فقد صنفه «كوك» ضمن قائمة الأساليب الأخرى  وصنفه ريتشارد ضمن المناهج والمقاربات البديلة وصنفه كل من جين وكورتازي ضمن المناهج البديلة أو الإنسانية.
ويولي المنهج أهمية بالغة للصمت باعتباره وسيلة لتحقيق استقلالية المتعلم والمشاركة الفعّالة للطلبة؛ إذ يتّبع المعلم أسلوبي الصمت والإشارة معًا؛ لشد انتباه الطلبة وإثارة ردود أفعالهم وتشجيعهم على تصويب أخطائهم بأنفسهم. وتُعدُّ مهارة النطق جوهرًا أساسيًا للمنهج فيُخصص وقتٌ طويلٌ للتمرن عليها في كل حصة دراسية. ويعتمد المنهج التعليمي الصامت على المنهج البنائي ويركز على تعليم الطلبة عددًا قليلًا من الكلمات الوظيفية ذات الاستعمال المتعدد. وبما أن اللغة الأجنبية عادةً ما تُمارس في سياقاتٍ مفهومة، فلا يُسمح للمتعلمين بالترجمة والتكرار الحرفي. وقد يكتفي المعلم بتقييم الطلبة من خلال مراقبة أدائهم دون إجراء أي اختبار رسمي.
إن إحدى السمات المميزة للمنهج التعليمي الصامت هي استعمال القضبان الملونة التي أطلق عليها غاتينيو «قضبان كويزنير» (بالإنجليزية:Cuisenaire rods)، إذ يشمل استخدام هذه القضبان تقديم طلبات بسيطة كأن يطلب المعلم من أحد التلاميذ أن يأخذ قضبانين ويعطيهما لزميلته مثلًا، أو تجسيد الأشياء كساعة الحائط أو مخططات الغرف. بالإضافة إلى أنه يستند على روابط الألوان لتُعين الطلبة على تعلم مهارة النطق؛ فيوجد مخطط يوضح كل لون والصوت الذي يمثله ويستخدم هذا النوع من المخططات في تعليم أصوات اللغة، وتوجد مخططات ملونة للكلمات التي تُستخدم في العمل على نطاق الجملة، وغيرها مخططات «فيدل» الملونة التي تُستخدم في تدريس الإملاء. وفي حين أن القلة هم من يطبقون المنهج التعليمي الصامت بصورته الأصلية، إلا أن أفكاره قد لاقت رواجًا كبيرًا خصوصًا على مستوى تعليم مهارة النطق.

## الفكرة العامة للمنهج ومبادئه

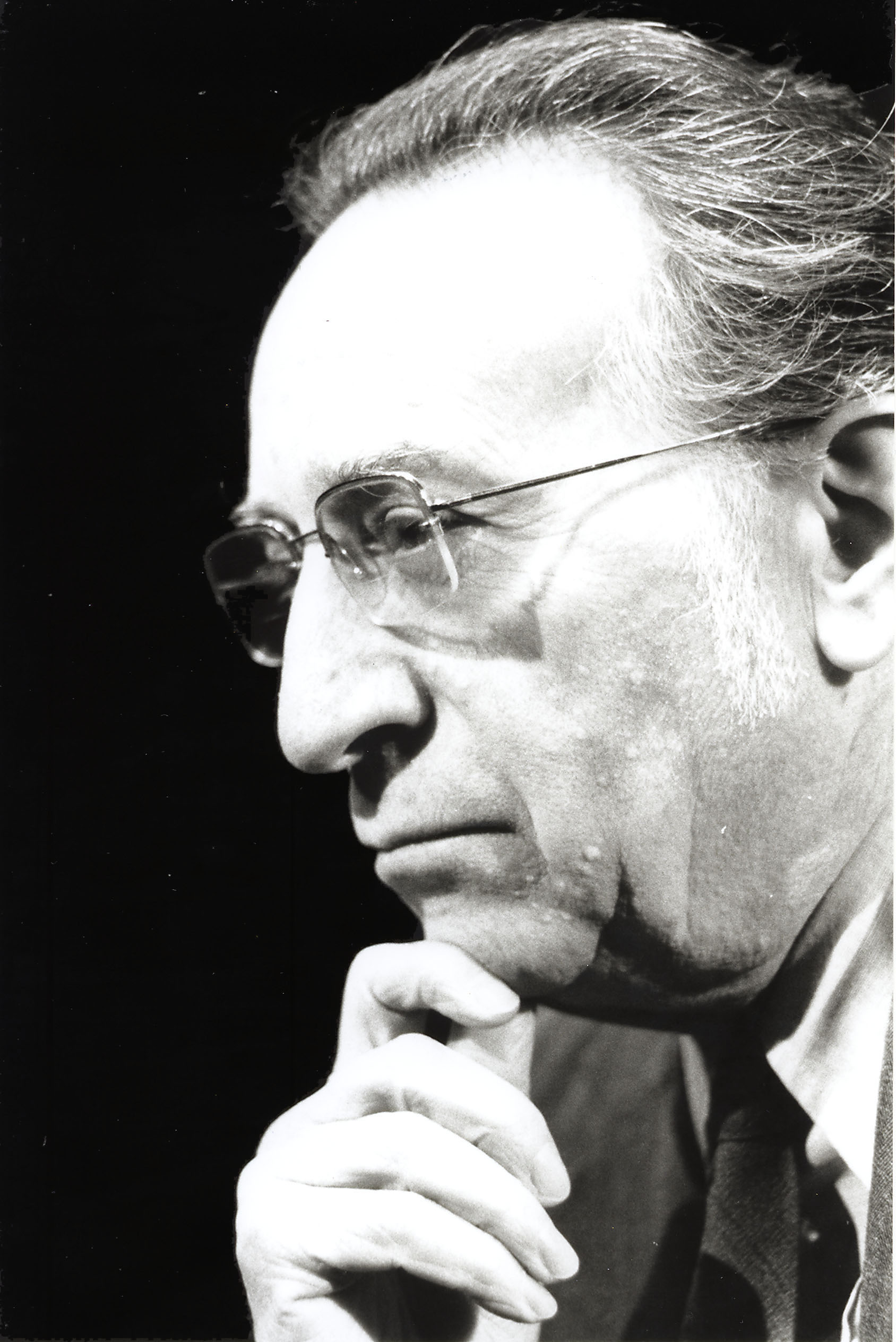
كيلب غاتينيو، مبتكر المنهج التعليمي الصامت

كان غاتينيو دخيلًا على مجال تعليم اللغة، وذلك قبل نشر كتابه «تعليم اللغات الأجنبية في المدارس» أول مرة في عام 1963 م، الكتاب الذي كان واضحًا أنه يخلو من أسماء أبرز التربويين واللغويين في ذلك الوقت. وعقب عقد من تاريخ النشر، كانت مؤلفاته نادرًا ما تُقتبس فقط في الكتب والصحف المختصة. وقد كان في السابق خبيرًا في تصميم برامج الرياضيات والقراءة، وأيضًا زاد استخدام المخططات الملونة وقضبان كويزنير مباشرةً نتيجةً لهذه التجربة.
ولم تكن شكوك غاتينيو في مساهمة النظرية اللغوية في تعليم اللغات تخفى على أحد، فكان يخالجه شعور أن تخصص الدراسات اللغوية قاصر عن تقديم معنى أوسع للتعليم. ويعد المنهج التعليمي الصامت حالة خاصة لمبادئ غاتينيو التعليمية الأوسع نطاقا، والتي أسسها من أجل أن يحل مشاكل عامة في عملية التعليم. وقد سبق تطبيقه لهذه المبادئ في تعليم الرياضيات وتدريس إملاء لغته الأم.
وبصفة عامة، تتمثل المبادئ التعليمية لغاتينيو في التالي: 
1. يجب على المعلمين التركيز على كيفية تعلم الطلبة لا على كيفية التدريس.
2. لا يمكن وصف المحاكاة والتدريب على أنهما الغاية الأساسية من تعليم الطلبة.
3. تقوم عملية التعليم على مبدأ التجربة والخطأ ودراسة التجارب والتأني في الحكم ومراجعة الاستنتاجات.
4. يركز المتعلمون على كل شيء يعرفونه سلفًا، خصوصا على لغتهم الأم.
5. يجب على المعلم عدم التدخل في عملية التعليم.

وتضع هذه المبادئ المنهج التعليمي الصامت ضمن أسلوب التعلم بالاكتشاف الذي يصوّر التعليم نشاطًا مبدعًا في حل المشكلات. 

## أهداف المنهج

مقاطع الكلمات. شفرات اللون لكل كلمة تجعل المعلم صامتًا أثناء استنباط الطلبة لنطق الكلمات بأنفسهم

يسعى المنهج التعليمي الصامت لتحقيق الهدف العام في مساعدة الطلبة المبتدئين ليكتسبوا الطلاقة الأساسية في اللغة الهدف، واضعين نصب أعينهم تحقيق الهدف الأسمى وهو إجادة اللغة الأجنبية وطلاقة النطق بها وكأنها لغتهم الأم. وأهم جزء في ذلك القدرة على التعبير عن أنفسهم؛ إذ على الطلبة تعلم إبداء أفكارهم ومشاعرهم ورغباتهم في اللغة الهدف؛ لذا يؤكد المعلمون على ضرورة الاعتماد على الذات،  فيشجعون الطلبة على العمل بنشاط لاكتشاف اللغة وتطوير معايير داخلية خاصة بهم فيما يتعلق بما هو مقبول لغويًا.

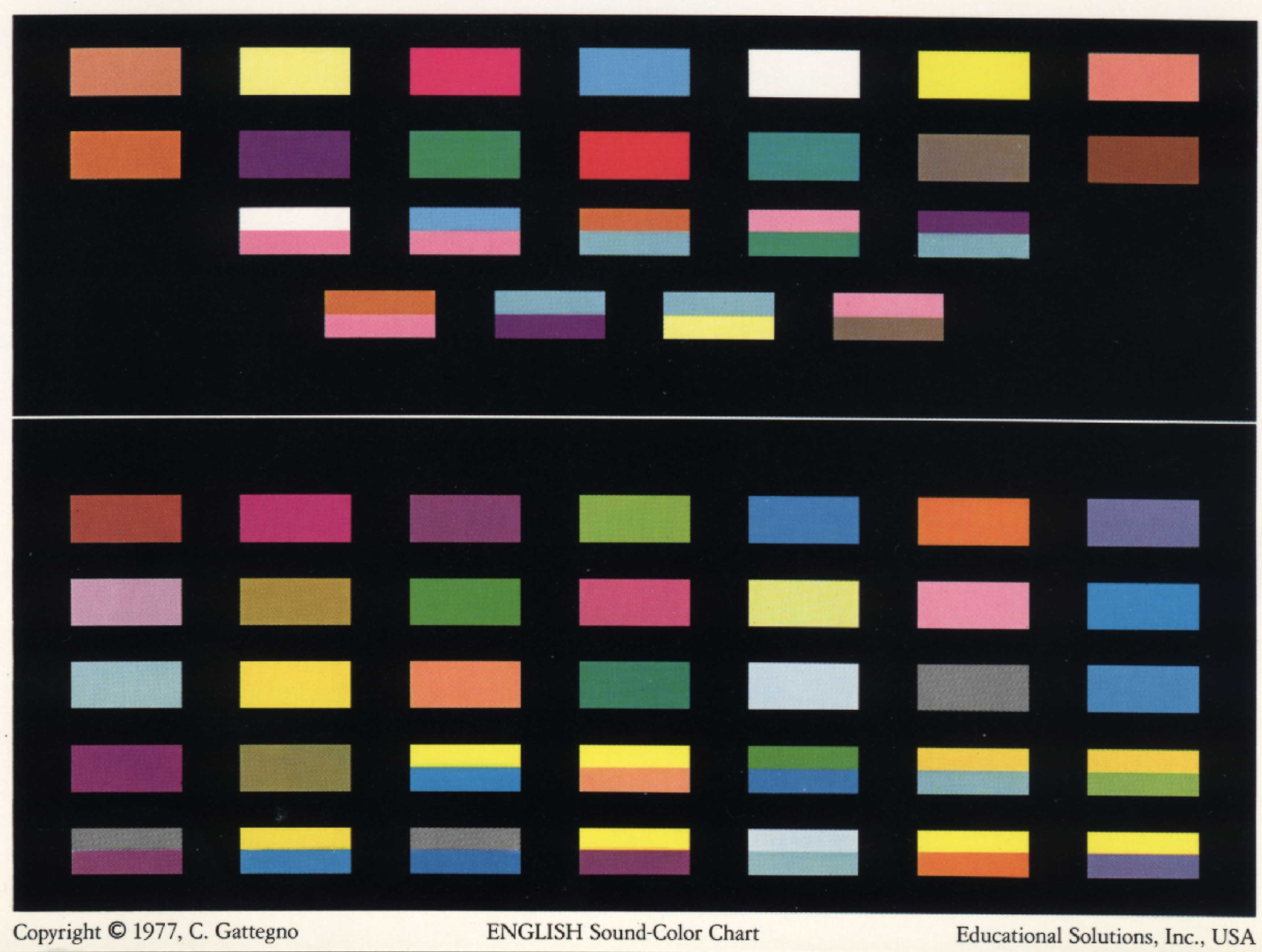
مقاطع اللون والصوت الأصلية لغاتينيو التي تُستخدم لمستويات المبتدئين لتعليم النطق باللغة الإنجليزية

إن دور المعلم في مهنة التعليم كدور الفنّي والمهندس؛ فمهمته أن يشد انتباه الطلبة ويوفر التمارين التي تمكنهم من تطوير وسائل تعلم اللغات. وعلى أية حال، يجب على المعلم أن يساعد الطلبة عند الضرورة القصوى فقط. وكما قال غاتينيو: «يعمل المعلم مع الطلبة، وهم يشتغلون على اللغة»؛ فعلى سبيل المثال، يجب على الأساتذة غالبًا أن يمنحوا الفرصة الكافية للطلبة كي يصوبوا أخطاءهم بأنفسهم قبل منحهم الإجابة عن أي سؤال، وعليهم أيضًا تجنب المديح أو النقد كونهما يقللان من تطوير مهارة الاعتماد على الذات لدى المتعلمين.
في المنهج التعليمي الصامت، يتوقع المعلم من الطلبة أن يجلبوا قدرًا كبيرًا من الخبرة والمعرفة من لغتهم الأم إلى الفصل الدراسي؛ لأن المعلم يستعين بهذه المعرفة عند تقديم دروس جديدة؛ إذ يعتمد على المعلوم في تقديم المجهول على الدوام. ويشرع الطلبة في دراستهم للغة بتعلم نظام الأصوات فيها، استخدامًا للمقاطع الملونة التي يمثل كل لون منها صوتًا مختلفًا في اللغة المراد تعلمها. ويبدأ المعلم باستخراج الأصوات الموجودة فعلًا في لغتهم الأولى، ثم يتدرج لتعليمهم أصواتًا جديدة في اللغة الأخرى. والجدير بالذكر أن روابط اللون والصوت قد تستخدم لاحقًا لتعليم الطلبة الإملاء والقراءة والنطق. 
يعتمد المنهج التعليمي الصامت على المنهج البنيوي عندما يقدم المعلم بنية لغوية جديدة، يحرص على المراجعة المستمرة للهياكل القديمة وإعادة تدويرها، وينتقيها لمعانيها المقترحة لا لقيمتها التواصلية. ويهيئ الأستاذ للمتعلمين الأجواء التعليمية المناسبة التي تحافظ على تركيزهم عند تعلم أي صياغة تركيب في اللغة.  فعلى سبيل المثال، قد يطلب المعلم من الطلبة تسمية إحدى مخططات الطابق الأرضي لمنزل ما لمجرد أن يقدم لهم الفرق بين مفهومي «الداخل» و«الخارج». وحينما تطرح الصياغات اللغوية بهذه الطريقة، يتمكن الطلبة من تعلم القواعد النحوية من خلال عملية الاستقراء. 
يرى غاتينيو أن انتقاء مفردات اللغة بعناية أمرًا أساسيًا في عملية تعليم اللغات، لذا ينصح المعلمين بالتركيز على الكلمات الأكثر وظيفية وذات الاستعمال المتعدد، مما يساعد الطالب ليبني مفردات وظيفية.
في المنهج التعليمي الصامت، تتجنب الترجمة والتكرار الحرفي، عوضًا عن ذلك يستخدم التوكيد لتوصيل المعنى من خلال استيعاب الطلبة وممارسة اللغة في سياقات مفهومة.
وبالنسبة لمثال مخططات الغرف، فالمخطط ذاته يكفي دون الحاجة إلى الترجمة؛ إذ يستطيع المعلم أن يمنح الطلبة جانبا تطبيقيا هادفا لتمييز المفردات ببساطة لمجرد أن يشير إلى أجزاء عديدة من المنزل. وفي الواقع، يعمل المعلم على تدريس المهارات الأربعة كالاستماع والتحدث والقراءة والكتابة منذ المراحل المبتدئة على الرغم من أن الطلبة يتعلمون مهارة التحدث قبل القراءة.
يقوم التقييم في المنهج التعليمي الصامت على مراقبة الأداء بالدرجة الأولى؛ فقد لا يجري المعلم اختبارًا رسميًا للطلبة، بل يقيمهم باستمرار من خلال مراقبة أفعالهم، مما يساعده في الاستجابة مباشرة لأي مشكلة قد يتعرض لها الطالب. وأيضًا، يستعين المعلم في التقييم بملاحظة أخطاء الطلبة التي تعدُّ أمرًا طبيعيًا وأساسيًا في مرحلة التعليم بل وقد تكون مفيدة لإرشاد المعلم كي يركز على البِنى اللغوية التي تحتاج إلى ممارسة أكثر. بالإضافة إلى ذلك، قد يلاحظ المعلم مستوى الطالب بسؤاله عن الدرس عند نهاية كل فصل دراسي. ويضع المعلم بعين الاعتبار تفاوت معدلات الطلبة، فلا يُعاقب أي طالب إذا تأخر عن الرَكْب؛ سعيا للتقدم التدريجي عوضا عن الكمال.

## عملية التعليم

### تقنيات التدريس
إن الأداة الرئيسية للمعلم في المنهج التعليمي – كما يوحي به اسم هذا المنهج – هي الالتزام بالصمت، فتقع على عاتق الطلبة نسبة 90 بالمئة أو أكثر من مهمة الحديث في المراحل الأولى. وتكمن أهمية صمت المعلم في عدة أمور منها أنها توجه التركيز على الطلبة لا على المعلم، فتمنحهم فرصة أن يتفاعلوا في الفصل الدراسي وتحثهم على التعاون مع أقرانهم. وكما تتيح للمعلم مراقبة تلاميذه بصورة أفضل. ويوفر الصمت للطلبة أيضًا الوقت الكافي ليتمكنوا من تعديل أخطائهم بأنفسهم دون تدخل المعلم في ذلك. وعلى أية حال، يُسمح للمعلم بمساعدة الطلبة في النطق من خلال الإشارة إلى الكلمات بحركات الفم دون لفظها أو باستخدام بعض إشارات اليد التي قد تمكن الطالب للتوصل إلى الإجابة الصحيحة. وإذا تعيّن على المعلم أن يذكر شيئًا، فالأولى أن يذكره مرة واحدة حتى يركز الطلبة على ما يقول.
وتتبنى الفصول الدراسية، التي يُتّبع فيها المنهج التعليمي الصامت، إستراتيجية تقييم الأقران، إذ يُشجع الطالب لمساعدة أقرانه عندما تواجههم صعوبة في استيعاب خاصية معينة في اللغة. وتتجلى هذه المساعدة بروح التعاون فيما بين الطلبة وليس بالتنافس المذموم. ومن مهام المعلم أن يراقب تفاعلهم إذا كان جيدا وبحسب الأداء المطلوب وألا يتدخل في عملية تعليم الطلبة.

### المواد التدريسية

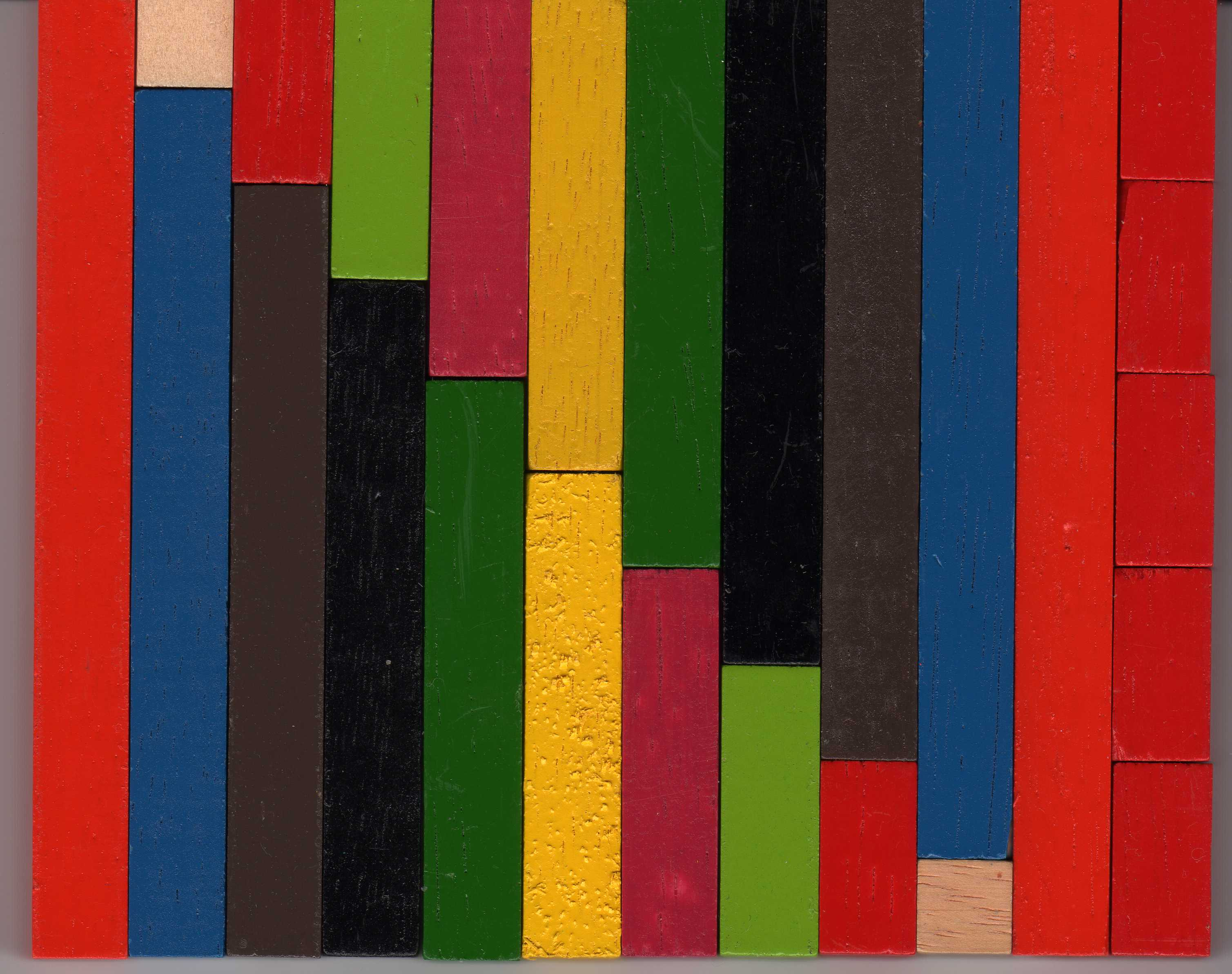
مجموعة من قضبان كويزنير

يستفيد المنهج التعليمي الصامت من المواد التعليمية المتخصصة وهي قضبان كويزنير الملونة، ومخططات اللون والصوت، ومخططات الكلمة، ومخططات فيدل. أما قضبان كويزنير فتتصف بأنها خشبية ولها عشرة أطوال مختلفة ومتطابقة العرض، وكل طول يمثل لون محدد. ولهذه القضبان استخدامات واسعة جدا في الفصل الدراسي؛ إذ تُستخدم لتمارين الألوان والأرقام في المراحل الابتدائية للدراسة، وبعدها تُستخدم في دروس القواعد النحوية الأكثر تعقيدًا. فعلى سبيل المثال، يستخدم المعلم لتعليم الطلبة حروف الجر الجملة الآتية: «يقع القضيب الأزرق بين القضيب الأخضر والقضيب الأصفر» وعلى أساس هذه الجملة يتعلمون حروف الجر. وربما أيضًا تُستخدم على نحوٍ نظري أكثر لتمثيل ساعة زمنية ما عندما يتعلم الطلبة دروسًا عن الوقت.

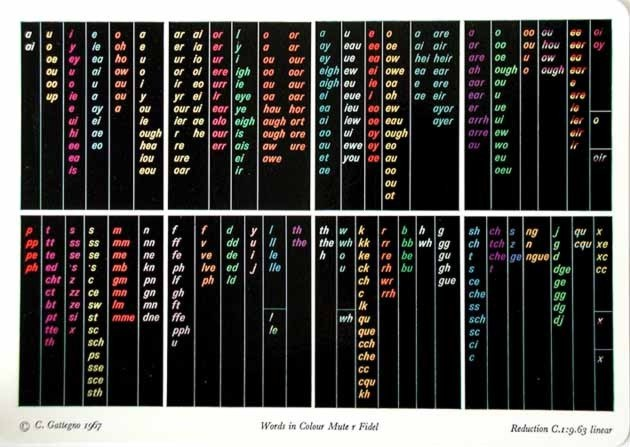
مخطط من مخططات فيدل للغة الإنجليزية المستخدَمة في تعليم الإملاء

وتتألف مخططات اللون والصوت من مجموعة كبيرة من ألوان؛ إذ يمثل كل لون صوتًا مميزًا من أصوات اللغة التي يتعلمها. ويستخدم المعلم هذا النوع من المخططات لتعليم النطق وللإشارة إلى الألوان كي تعين الطالب على تمييز الأصوات المختلفة. ويمكن أيضًا للمعلم اختيار ألوان معينة بدقة حتى تساعد الطالب في تعلم نبر الصوت. وبعد مدة من تطبيق هذا الأسلوب في التعليم، يتمكن الطالب بنفسه من معرفة مخطط اللون والصوت. ومن فوائد هذا المخطط أيضًا أنه يمكن الطالب من إدراك أصواتٍ جديدة في اللغة قد لا تكون موجودة في لغته الأم، ويسمح 
لهم بنطق الأصوات دون الحاجة إلى التكرار الآلي (التكرار الحرفي). بالإضافة إلى ذلك، يوفر المخطط سجلًا يمكن التحقق منه بسهولة لمعرفة هل الصوت الذي يتعلمه الطالب جديدًا عليه أم لا، مما يعزز استقلاليته.
وتتضمن مخططات الكلمة المفردات الوظيفية في اللغة الهدف، وتستخدم نظام الألوان ذاته الموجود في مخططات اللون والصوت. وجرى تلوين كل حرف بطريقة تشير إلى نطقه، فيستخدم المعلم هذا النوع من المخططات لتسليط الضوء على نطق كلمات مختلفة في الجمل التي يتعلمها الطالب. والجدير بالذكر أن عدد مخططات الكلمة في اللغة الإنجليزية يبلغ 12 مخططًا يحتوي على إجمالي ما يقارب 500 كلمة. بالإضافة إلى هذه المواد التعليمية، هناك مخططات فيدل التي تستخدم نظام شفرات الألوان ذاته، وتعدد الطرق المختلفة لتهجئة الأصوات. فمثلًا، مدخل الصوت (/ey/) في أي كلمة في اللغة الإنجليزية يشتمل على عدة تهجئات وهي (ay, ea, ei, eigh)...إلخ، وكلها مكتوبة بلون واحد. لذلك تمكن مخططات فيدل الطلبة من ربط الأصوات بتهجئتها.

## تقبُّل المنهج ورواجه
في عام 2000 م، لم يلق المنهج التعليمي الصامت ترحيبا كبيرًا؛ إذ طبّقه عدد قليل من المعلمين الذين غالبًا ما كانوا يعملون في حالات تفرض الدقة والسرعة كعاملين أساسيين في عملية التعليم. وقد تكون ظروف عملهم تشكل تحديًا أيضًا، كتدريس لاجئين أمّيين مثلًا. ومع ذلك، ما زالت أفكار المنهج التعليمي الصامت مؤثرة، تحديدًا في مجال تدريس مهارة النطق.

## الملاحظات
1. ↑  Gattegno 1963, available as Gattegno 1972.
2. ↑  Cook 2008، صفحات 266–270.
3. ↑  Richards 1986، صفحات 81–89.
4. ↑  Jin & Cortazzi 2011، صفحات 568–569.
5. ↑  Stevick 1974، صفحة 1.
6. 1 2  Richards 1986، صفحة 81.
7. ↑  Gattegno 1972، صفحة 84, cited in Richards 1986، صفحة 82.
8. ↑  Stevick 1974، صفحات 1–2.
9. ↑  Richards 1986، صفحة 83.
10. 1 2  Larsen-Freeman 2000، صفحة 64.
11. 1 2 3 4  Larsen-Freeman 2000، صفحة 63.
12. ↑  Larsen-Freeman 2000، صفحة 60.
13. ↑  Larsen-Freeman 2000، صفحات 64–65.
14. 1 2 3  Larsen-Freeman 2000، صفحة 65.
15. 1 2 3 4 5 6  Larsen-Freeman 2000، صفحة 62.
16. ↑  Larsen-Freeman 2000، صفحات 60, 63.
17. 1 2 3  Richards 1986، صفحة 82.
18. 1 2  Larsen-Freeman 2000، صفحة 59.
19. ↑  Larsen-Freeman 2000، صفحات 62–63.
20. ↑  Larsen-Freeman 2000، صفحة 66.
21. ↑  Larsen-Freeman 2000، صفحات 60, 67.
22. 1 2  Stevick 1974، صفحة 2.
23. ↑  Larsen-Freeman 2000، صفحة 61.
24. ↑  Larsen-Freeman 2000، صفحات 62, 69.
25. 1 2  Larsen-Freeman 2000، صفحة 68.
26. ↑  Larsen-Freeman 2000، صفحة 69.
27. ↑  Larsen-Freeman 2000، صفحات 69–70.
28. ↑  Larsen-Freeman 2000، صفحة 70.
29. ↑  Byram 2000، صفحة 546-548.
30. ↑  Young & Messum 2013.
31. ↑  Underhill 2005.
32. ↑  Messum 2012.